# Podmaniczky Géza
Podmanini és aszódi báró Podmaniczky Géza (Aszód, 1839. március 26. – Kartal, 1923. augusztus 26.)  földbirtokos, valóságos belső titkos tanácsos, a főrendiház tagja, műkedvelő csillagász, a Magyar Tudományos Akadémia tiszteleti tagja (1889).

## Életrajza
Podmaniczky Géza báró 1839 március 26-án született Aszódon Podmaniczky Andor báró és losonczi Gyürky Terézia fiaként. Kiskartali birtokán Konkoly Thege Miklós biztatására és tervei alapján 1884-ben magán-csillagvizsgálót létesített. Csillagvizsgálójában több, később neves csillagászunk is dolgozott, többek között Kövesligethy Radó, Wonaszek Antal is. 1890-ben mintegy 35 ezer kötetből álló könyvtárat létesített, melynek csillagászati és tudománytörténeti anyaga 1928-ban az egyetemi csillagvizsgáló, egyéb anyaga pedig "Degenfeld-könyvtár" néven a budapesti evangélikus egyház tulajdonába került. A csillagvizsgáló műszereit 1922-ben ugyancsak az egyetemi csillagvizsgáló (ma MTA csillagvizsgálója) kapta meg.
Podmaniczky Géza a szabadelvű pártot képviselte, 1896-ban belső titkos tanácsos lett. Ismert volt mint sportember és mezőgazda is. A Vadászat és Verseny 1862–69-es és a Gazdasági Lapok 1870-es évfolyamaiban több cikke is megjelent.